# Magdalena de la Tour
Magdalena de la Tour a vegades apareix com Margarida de la Tour (en francès: Madeleine de la Tour d'Auvergne) (? 1495 - ? 1519) fou la comtessa d'Alvèrnia entre 1501 i 1519 que va esdevenir duquessa consort de Florència.

## Orígens familiars
Va néixer vers el 1495 sent la segona filla de Joan IV d'Alvèrnia de la casa de la Tour i Joana de Borbó-Vendôme. Per línia paterna fou neta de Bertran IV de la Tour i Lluïsa de La Trémoille, i per línia materna de Joan II de Vendôme i Isabel de la Roche. Fou germana d'Anna de la Tour.
A la mort del seu pare, ocorreguda el març de 1501 fou nomenada, juntament amb la seva germana Anna, comtessa d'Alvèrnia (sota tutela materna fins al 1511), un càrrec que va ocupar fins a la seva mort probablement a causa d'una plaga.

## Núpcies i descendents
Es casà el 2 de maig de 1518 a la ciutat d'Amboise (Regne de França) amb Llorenç II de Mèdici, senyor de Florència. D'aquesta unió nasqué una filla: Caterina de Mèdici (1519-1589), comtessa d'Alvèrnia i casada el 1533 amb el futur rei Enric II de França.
Magdalena va morir el 28 d'abril de 1519 i els títols passaren a la seva filla Caterina, sent revertits pel seu posterior matrimoni a la corona francesa.